# Otto Göbl
Otto Göbl (* 16. September 1936 in Murnau am Staffelsee; † 17. Juli 2009) war ein deutscher Bobfahrer, der von den späten 1950er bis zu den frühen 1960er Jahren aktiv war.

## Erfolge
Bei den FIBT-Weltmeisterschaften gewann er vier Medaillen: eine Goldmedaille (im Viererbob bei den Meisterschaften 1962), zwei Silbermedaillen (im Zweierbob1960 und im Viererbob 1958) und eine Bronzemedaille (Viererbob, 1959). Bei den Olympischen Winterspielen 1964 in Innsbruck erreichte Göbl zudem den fünften Platz im Viererbob.